# 籺
籺，是粤西的茂名、湛江及广西钦州、玉林、北海一带以糯米、沾米或木薯粉制作的糕点小吃的通称。相传古代岭南地区的先民以“籺”来祭祀祖先和神灵，而后演变成日常食物，如今民间逢年过节、贺寿嫁娶仍有“做籺食籺”的习俗。籺的种类多样，做法不一，咸、甜并存。

## 种类
- 水籺[1]：广西合浦称盖籺，广西灵山县称水糕籺，其他地区多称簸箕炊，因其采用竹篾编制而成的簸箕为盛具而得名。用石磨将大米磨成米浆后，均匀倒入簸箕状蒸炉，待蒸熟后再淋上一层米浆，重复数次后出炉，切开后淋上调味料待食。
- 寿桃籺（寿头籺）：一般用于婚庆、寿辰、乔迁等喜事，以形如寿桃而得名（某些地区呈条状），做法跟包子相似。咸味的馅料有猪肉、绿豆、虾仁、韭菜、香菇、萝卜丝，甜味的馅料有芝麻、椰丝、木瓜丝、花生、毛艾、冬瓜糖和莲藕。为了防止沾手，通常在籺底部贴上菠萝叶，又在籺面上点上红印，以示喜庆吉祥[2]。
- 艾籺（田艾籺）：与寿桃籺做法一致，用料加入了艾叶捣成的艾蓉，籺皮呈墨绿色，馅料为甜味的椰丝、木瓜丝和花生。
- 古粽籺（裹粽籺）：与鹹粽子类似，多为长条状。
- 灰水籺（枧水粽）：与鹼粽类似，以枧沙（或黄豆荚灰水）过滤后的水与糯米浸泡做成，呈金黄色，蘸糖食用，有些会加入红枣等作为馅料。
- 糖板籺：与年糕类似。大型的糖板籺又称大笼籺。
- 白糍籺：与糖心糍类似。
- 生菜籺（生菜包）：用生菜叶包裹的糯米饭团。
- 薯包籺（姨包籺）：盛行于高州一带，以木薯粉包裹花生、猪肉、虾米、香菇制成，外观晶莹剔透，拌以酱油、辣椒或者醋等调味。
- 鸡窝籺（碗籺）：盛行于博白、合浦一带，由米浆倒入小碗蒸炉蒸制而成，蒸熟后籺中间会凹下去，形同鸡窝，故名鸡窝籺，有咸、甜两口味[3]。
- 禾乸籺：盛行于高州一带，由柴火煎煮米浆而成，讲究用油、火候。
- 元麻籺（梢叶籺）：盛行于合浦一带，与甜艾籺做法相似，艾叶以苎麻叶子代替。
- 鸡屎藤籺：广西北海一带有农历三月三吃鸡屎藤籺的习俗，一般将鸡屎藤叶绞汁，和米粉做成条状的鸡屎藤籺，煮成糖水食用[4]。